# Circondario di Gifhorn
Il circondario di Gifhorn (targa GF) è un circondario (Landkreis) della Bassa Sassonia, in Germania.
Comprende 2 città e 39 comuni.
Capoluogo e centro maggiore è Gifhorn.

## Geografia antropica
Il circondario di Gifhorn si compone di 2 città, 1 comune e 7 comunità amministrative, che raggruppano complessivamente 1 comune mercato e 37 comuni.
Tra parentesi i dati della popolazione al 31 dicembre 2021.

### Città
- Gifhorn (comune indipendente) (42 993)
- Wittingen (11 405)

### Comuni
- Sassenburg (11 872)

### Comunità amministrative (Samtgemeinde)
- Samtgemeinde Boldecker Land, con i comuni:

1. Barwedel (1 028)
2. Bokensdorf (1 296)
3. Jembke (2 062)
4. Osloß (1 913)
5. Tappenbeck (1 536)
6. Weyhausen * (2 610)

- Samtgemeinde Brome, con i comuni:

1. Bergfeld (883)
2. Brome (comune mercato) (3 281)
3. Ehra-Lessien (2 051)
4. Parsau (1 915)
5. Rühen (5 993)
6. Tiddische (1 276)
7. Tülau (1 424)

- Samtgemeinde Hankensbüttel, con i comuni:

1. Dedelstorf (1 188)
2. Hankensbüttel * (4 539)
3. Obernholz (829)
4. Sprakensehl (1 189)
5. Steinhorst (1 244)

- Samtgemeinde Isenbüttel, con i comuni:

1. Calberlah (5 283)
2. Isenbüttel * (6 371)
3. Ribbesbüttel (2 156)
4. Wasbüttel (1 778)

- Samtgemeinde Meinersen, con i comuni:

1. Hillerse (2 466)
2. Leiferde (4 439)
3. Meinersen * (8 156)
4. Müden (Aller) (5 264)

- Samtgemeinde Papenteich, con i comuni:

1. Adenbüttel (1 815)
2. Didderse (1 321)
3. Meine * (8 630)
4. Rötgesbüttel (2 456)
5. Schwülper (7 305)
6. Vordorf (3 099)

- Samtgemeinde Wesendorf, con i comuni:

1. Groß Oesingen (2 016)
2. Schönewörde (910)
3. Ummern (1 533)
4. Wagenhoff (1 183)
5. Wahrenholz (3 700)
6. Wesendorf * (5 511)